# Elizabeth Lamb
Elizabeth Lamb, vizcondesa Melbourne (de soltera, Milbanke; 1751-1818) fue una de las anfitrionas políticas más influyentes de la época georgiana y la regencia, esposa del político whig Peniston Lamb, primer vizconde de Melbourne. Fue la madre de William Lamb, segundo vizconde de Melbourne, quien se convirtió en primer ministro del Reino Unido, y de varios otros hijos influyentes. Lady Melbourne era conocida por su influencia política y sus amistades y relaciones románticas con otros miembros de la aristocracia inglesa, incluida Georgiana Cavendish, duquesa de Devonshire, Francis Russell, quinto duque de Bedford y Jorge, príncipe de Gales. Debido a sus numerosos amoríos, la paternidad de varios de sus hijos es motivo de controversia.

## Primeros años y matrimonio
Elizabeth Milbanke fue bautizada el 15 de octubre de 1751, en el pueblo de Croft-on-Tees, en Yorkshire del Norte. Era la hija menor y única hija de Sir Ralph Milbanke, quinto baronet, y su esposa, Elizabeth (de soltera, Hedworth). Tenía dos hermanos, siendo el mayor Ralph Noel, futuro político Foxite Whig y sexto baronet. La familia residía en Halnaby Hall, Yorkshire. 
El padre de Elizabeth era un político y su abuelo materno era John Hedworth, miembro del parlamento del condado de Durham. Elizabeth recibió una educación privada y aprendió francés y composición de poesía. Su madre murió en 1767. Dos años más tarde, Elizabeth conoció a Sir Peniston Lamb, segundo baronet; se casaron en Londres el 13 de abril de 1769. La pareja vivía en Melbourne House en Piccadilly y Elizabeth se convirtió rápidamente en una figura muy conocida en la sociedad Whig de Londres. 
Aparentemente, no le preocupaba la infidelidad de su esposo al principio de su matrimonio con la actriz y cortesana Sophia Baddeley, justo cuando él llegó a tolerar sus numerosas aventuras amorosas. Peniston fue elevado a la nobleza de Irlanda como Lord Melbourne, barón de Kilmore, en 1770, y vizconde de Melbourne, en 1781. Además de Melbourne House, la familia tenía residencias de campo en Brocket Hall, en Hertfordshire, y Melbourne Hall, en Derbyshire.

## Relaciones personales
Desde el comienzo de su matrimonio, la astuta y fríamente pragmática Lady Melbourne cultivó amistades que ayudaron a su posición en la sociedad y a la carrera de su esposo. Estas relaciones eran frecuentemente con hombres, algunos de los cuales se convirtieron en amantes. Se destacó por su discreción en sus asuntos: comentó que ningún hombre estaba seguro con los secretos de otro y ninguna mujer con los suyos. A diferencia de su nuera, Lady Caroline Lamb, que mantuvo una relación extramatrimonial muy pública con Lord Byron, Lady Melbourne tenía una comprensión clara de lo que la sociedad aprobaría y lo que no. Era muy inteligente, si no intelectual; se decía de ella que, dentro de los estrechos límites de su experiencia, su conocimiento del mundo era notable.
Fue una madre dedicada y trabajó incansablemente para hacer avanzar las carreras de todos sus hijos, especialmente de William. Lord David Cecil comentó que pocos niños han tenido una madre mejor, aunque su reputación de inmoralidad les causó cierta angustia: George una vez se peleó con un amigo que le dijo "tu madre es una puta". William, aunque admitió que la vida privada de su madre no estaba libre de culpa, la llamó "la mujer más sagaz que jamás haya conocido" y comentó que "me mantuvo en orden mientras vivió".
Después del matrimonio en 1774 de Lady Georgiana Spencer con William Cavendish, quinto duque de Devonshire, Lady Melbourne se convirtió en amiga íntima y asesora personal de la duquesa. Hasta ese momento, Lady Melbourne había disfrutado de un éxito sin igual como anfitriona política y rápidamente reconoció que la joven duquesa, con un rango más alto y mejores conexiones, sería más valiosa como amiga que como una rival. Las dos mujeres fueron pintadas, junto con su amiga, la escultora Anne Damer, por Daniel Gardner como las Tres Brujas en su pintura de 1775 Brujas alrededor del caldero. Lady Melbourne apareció como el personaje de Lady Besford en la novela de la duquesa The Sylph. 
Por el contrario, ella y la hermana de la duquesa, Henrietta Ponsonby, condesa de Bessborough, se desagradaban intensamente, y la enemistad de Lady Melbourne se extendió más tarde a la hija de Henrietta, Lady Caroline Lamb. Fiel a su naturaleza práctica, no permitió que esta aversión interfiriera con su apoyo al matrimonio de su hijo William con Caroline, lo que supuso un paso social para la familia Lamb, que todavía, según los estrictos estándares sociales de la época, eran considerados como recién llegados a la sociedad educada.
A fines de la década de 1770, Lady Melbourne tuvo una relación sentimental con George Wyndham, tercer conde de Egremont. Corría el rumor de que el conde se la había comprado a un amante anterior, Lord Coleraine, por 13.000 libras esterlinas. Egremont permaneció soltero, probablemente debido a la influencia de Lady Melbourne. Se cree que fue el padre de los hijos de Lady Melbourne, William (n. 1779), Emily (n. 1787) y posiblemente Frederick (n. 1782). Lord Melbourne, que tenía sus propios asuntos extramatrimoniales, no estaba muy preocupado por las infidelidades de su esposa. Solo una vez, se dice, discutieron sobre el tema: fue en el ambiente tenso que provocó la muerte de su hijo mayor, Peniston, el único niño que Melbourne sabía que era de su propia carne y sangre. Se dice que Melbourne en esa ocasión expresó su resentimiento por el favoritismo de su esposa hacia William, a quien Melbourne (como todos los demás) creía que era hijo de Lord Egremont.
En 1782, Lady Melbourne conoció a George, Príncipe de Gales, mientras visitaba a su hijo Peniston dos veces por semana en el Eton College. La relación resultó ser beneficiosa para Lord Melbourne, quien fue nombrado caballero ayuda de cámara del príncipe George en Carlton House. Se creía ampliamente que el cuarto hijo de Lady Melbourne, George (n. 1784), fue engendrado por el príncipe, quien actuó como el padrino del niño.  
Al principio, Lady Melbourne parecía tener una relación tensa con Caroline St. Jules. Esto se debe a que el matrimonio de Caroline St. Jules y George Lamb, en los primeros años, fue un matrimonio difícil. Lady Melbourne estaba molesta porque Caroline St. Jules confiaría sus problemas matrimoniales a su madre, Lady Elizabeth Foster. Lady Elizabeth Foster vio lo peor en los problemas maritales de Caroline St. Jules. Lady Elizabeth Foster estaba tan furiosa porque George Lamb parecía imperturbable por su negligencia hacia Caroline St. Jules que  "consideraba [a George Lamb] como una especie de monstruo". Cuando Caroline St. Jules tuvo una aventura con Henry Brougham, en 1816, Lady Melbourne la reprendió por la aventura. Caroline St. Jules le recordó a Lady Melbourne que George Lamb la veía como una distracción de su trabajo en el teatro. Además, Caroline St. Jules se sentía atrapada en un matrimonio donde su esposo era negligente y borracho. Finalmente, Caroline St. Jules y Henry Brougham terminaron su relación, ella se reconcilió con George Lamb y se quedó con él hasta su muerte en 1834. Poco después de que Caroline St. Jules terminara su relación con Henry Brougham, Lady Melbourne se reconcilió con ella y George Lamb. 
Más adelante en la vida, Lady Melbourne entabló amistad con el poeta Lord Byron. Ella se convirtió en su confidente durante su aventura con su nuera, Lady Caroline Lamb. Aunque aprobaba el matrimonio de su hijo por motivos sociales, a Lady Melbourne le desagradaba mucho Caroline y su relación siempre fue mala. Por el contrario, a ella le gustaba Byron y no lo culpaba ni por tener la aventura con Caroline ni por terminarla. Byron más tarde se casó con la sobrina de Lady Melbourne, Anne Isabella Milbanke.
Lord Melbourne fue nombrado par del Reino Unido como Barón Melbourne de Melbourne en 1815. Lady Melbourne murió el 6 de abril de 1818 en Melbourne House de reumatismo: su muerte lenta y dolorosa angustió mucho a sus seres queridos. Fue totalmente propio que en su lecho de muerte instó a su hija Emily a ser fiel, no a su esposo, Lord Cowper, sino a su amante, Lord Palmerston (Emily y Palmerston finalmente se casaron después de la muerte de Cowper). La sobrevivió su esposo, quien murió en 1828. 

## Hijos
Lady Melbourne tuvo seis hijos que sobrevivieron a la infancia; un par de gemelos murieron bebés en 1788. De los seis restantes, solo el mayor, Peniston, ciertamente fue engendrado por Lord Melbourne. Su hija menor, Harriet, murió de tisis en 1803 a la edad de 14 años; el joven Peniston sucumbió a la misma enfermedad en 1805, a los 34 años. 
- Honorable Peniston Lamb (3 de mayo de 1770-24 de enero de 1805)
- Elizabeth Lamb (nacida el 25 de octubre de 1777)[2]
- William Lamb, segundo vizconde de Melbourne (15 de marzo de 1779-24 de noviembre de 1848)[3]
- Frederick Lamb, tercer vizconde de Melbourne (17 de abril de 1782-29 de enero de 1853)
- Honorable George Lamb (11 de julio de 1784-2 de enero de 1834)
- Emily Lamb, condesa Cowper (1787–1869)
- Harriet Lamb (1789-1803)